# ターミネーター3
『ターミネーター3』（原題:Terminator 3: Rise of the Machines、T3）は、2003年のアメリカのSFアクション映画。ジョナサン・モストウが監督、ジョン・ブランカートとマイケル・フェリスが脚本を務め、アーノルド・シュワルツェネッガー、ニック・スタール、クレア・デインズ、クリスタナ・ローケンら出演する。ターミネーターシリーズの3作目であり、『ターミネーター2』（1991年）の続編。
1995年末までにジェームズ・キャメロンは『ターミネーター』第3作の監督に興味を持っていた。それまでの作品では監督と共同脚本を担当していたが、最終的には『ターミネーター3』には関与しなかった。将来のターミネーター続編の権利の半分を所有していたカロルコ・ピクチャーズは1995年11月に破産し、1998年にアンドリュー・G・ヴァイナとマリオ・カサールが全権を取得し、本作を製作した。最終的な製作費は1億8730万ドルで、2003年当時ではそれまでのハリウッド映画の中でも最も高額な作品となった。
2003年6月30日にロサンゼルスのウェストウッドでプレミア上映され、2003年7月2日に米国ではワーナー・ブラザース・ピクチャーズが公開した。全世界で4億3,340万ドル以上の興行収入を記録し、2009年には続編の『ターミネーター4』が公開された。

## ストーリー
プロローグ
T-1000との壮絶な死闘から10年後。スカイネットが人類に反乱し、核戦争が起きるはずだった1997年8月29日は無事に過ぎ去り、「審判の日」は回避されたかに思われた。
母サラ・コナーを白血病で失い、青年に成長したジョン・コナーは、平穏かつ無目的な日々を送るが、未だに胸のどこかで不安を感じており、時にはターミネーターの夢を見ることさえもあった。
序盤
ジョンの不安は的中し、2032年から新たに2体のターミネーターが送り込まれた。1体は未来のジョンの副官となる者達の抹殺を目的とする、T-1000の性能を遙かに凌ぐ強力なターミネーターT-X。そしてもう1体は、十数年前にコナー親子をT-1000の襲撃から守り、燃え盛る溶鉱炉へ入って消滅したT-800型の改良版T-850である。
すぐさま副官達の殺害を始めたT-Xは、その過程でジョンの存在を把握して彼を探そうとするが、そこへT-850が現れてジョンを救う。
スカイネットの誕生を阻止したはずなのに、再びターミネーターが現れたことに驚くジョンへ、T-850は「核戦争は回避されたわけではなく、ただ予定が狂い延期されたのみ」であり、「審判の日は回避不可能」であることを告げる。
中盤
幼馴染であり、未来では妻かつ反乱軍副官となるケイト・ブリュースターも巻き込んだ逃避行の中、ジョンはその新たな「審判の日」がまさに今日その日の数時間後であり、ケイトの父である空軍の高官ロバート・ブリュースターがその鍵を握る人物であることを知る。一行はスカイネットの誕生を阻止すべくロバートのもとへ向かうが、一足遅く彼はスカイネットを起動し、その直後にT-Xから撃たれてしまう。
T-XとT-850との激しい戦闘が行われ、ジョン達はスカイネット誕生を阻止すべく、瀕死のロバートに教えられた地点へと急ぐ。T-850は自らもろともT-Xを撃破する。
終盤
スカイネットを破壊しようとしたジョンとケイトが核シェルター内で目にしたものは、冷戦時代の時代遅れの大型コンピューターに過ぎなかった。すなわち、T-850の本当の目的は、審判の日にジョンとケイトを生き延びさせること、そしてスカイネットとは巨大な中枢システムではなく、インターネットで結ばれた破壊困難な分散型システムだったのである。
そして午後6時18分、ついに「審判の日」が訪れた。全世界が壊滅しつつある中、わずかに生き残った面々からの通信にジョンがリーダーとして答える中、物語は幕を下ろす。

## キャスト
T-850
演 - アーノルド・シュワルツェネッガー
過去のジョンを守るため、未来のケイトがプログラムを書き換えて送り込んだターミネーター。T-800の改良版。
T800に比べてパワーと耐久性が大幅に向上しており、パワーセルも2つ装備している。
ジョン・コナー
演 - ニック・スタール
後の人類抵抗軍のリーダー。前作で「審判の日」を阻止した結果、人生の目的意識やアイデンティティーを見失ったたため、母が死んだ日から放浪生活を送っていたが、武器の扱いなどのサバイバル技術の数々は失われていない。
ケイト・ブリュースター
演 - クレア・デインズ
後の人類抵抗軍の副リーダーかつジョンの妻となる。 獣医をしている。
T-X
演 - クリスタナ・ローケン
過去のジョンを殺害するためと、ジョンの保護に抵抗軍が送り込む旧式ターミネーターを破壊するため、未来のスカイネットが2032年に開発して過去に送り込んだ、女性型の「ターミネーター抹殺用」ターミネーター。
ロバート・ブリュースター
演 - デヴィッド・アンドリュース
ケイトの父。アメリカ空軍の中将。スカイネット開発計画「サイバー・リサーチ・システムズ」 (CRS) の総責任者。T-Xのターゲットの一人。

## スタッフ
- 監督 - ジョナサン・モストウ
- 脚本 - ジョン・ブランカート/マイケル・フェリス
- 製作 - マリオ・カサール/アンドリュー・G・ヴァイナ
- VFX - インダストリアル・ライト&マジック/ハイドラックス
- 特殊メイク・アニマトロニクス - スタン・ウィンストン
- 音楽 - マルコ・ベルトラミ

## 製作
キャメロンの関与
キャメロンは1995年までは『T3』製作プロジェクトに関与していたため、何度か3作目の可能性を語っており、『ターミネーター 2:3-D』製作当時のインタビューでも『T3』について語っていたが、1997年公開の『タイタニック』が大ヒットすると続編の製作に消極的になり、「物語は『ターミネーター2』（『T2』）で完結しており、続編を作るべきではない」と考えるようになったため、最終的に製作から離脱した。自身が所有する権利については、1作目を監督する代わりに製作のゲイル・アン・ハードに1ドルで売り渡していた。シュワルツェネッガーが『T3』への出演を相談した際には「出演料の3000万ドル以外に得るものはないよ」と助言している。結果、自身の関与なしに本作が作られることになったが、「私はシリーズで小銭を稼ぐような人を憎むような意地汚い人間ではないから、勝手にすればいい」、「私が権利を買い取ればいいと言われるけど、誰が1500万ドルも出して権利を買うんだ？しかもさらに3000万ドルの出演料もかかるんだよ」と語っている。
また、T2で回避したはずの審判の日を、T3では先延ばしにしたストーリーをキャメロンが批判している。だが、ユニバーサルスタジオのアトラクション用に、キャメロンが監督を務めた『ターミネーター 2:3-D』（『T2:3D』）のストーリーでは、T2で審判の日は回避されておらず、ジョンとサラはサイバーダイン社の破壊活動を続けており、現代世界のジョンがターミネーターと共に未来世界に行き、スカイネットを破壊するストーリーであった。キャメロン自身も審判の日は回避不可能であり、機械と人類の戦争は確定した未来であることを、『T2:3D』で演出していた。またターミネーターは量産型であり、ジョンと仲良くなるためにサングラスをつけた状態で現れる演出を、いち早くキャメロンが行っていた。
製作までの経緯
1990年代後半、『ターミネーター2』の続編である『ターミネーター3』製作に向けての動きが水面下で進行していた。1997年にマリオ・カサールとアンドリュー・G・ヴァイナが『ターミネーター』の権利の半分を所有しているカロルコ・ピクチャーズから800万ドルで購入、残りの半分を所有しているハードから700万ドルで購入した。その後ジェームズ・キャメロンは『ターミネーター3』のプロジェクトから降板。また主演のシュワルツェネッガーもこの時点では「キャメロンが監督しないのなら出演しない」と発言していた。それに対してカサールとヴァイナは「シュワルツェネッガーが出演しなくても2001年には『T3』の製作を開始する」と語っていた。シュワルツェネッガーは1990年代後半以降の人気低迷もあり、彼は2000年に突如『T3』の出演を決定した。2000年の時点での脚本では更にスケールの大きい作品となる予定だったが、製作費がかかりすぎるためシュワルツェネッガーは脚本を書き直すよう指示した。その後、2001年に起こった911テロの影響により製作が延期された。また2001年時点での製作費は1億8000万ドルと、『パール・ハーバー』(2001)の1億3500万ドルを超える、当時ではハリウッド最高額であった。シュワルツェネッガーの出演料はこの時点では3000万ドルで、これは彼が1997年に『バットマン & ロビン Mr.フリーズの逆襲』で手にした2500万ドルを超える、当時のハリウッド史上最高額であった。また収益の2割を受け取る契約を結んだ。こうした高すぎる製作費と出演料の問題により、ユニバーサルは配給を見送ることを表明し、ワーナー・ブラザースが配給権を獲得した。その後、ワーナー配給で2002年公開のシュワルツェネッガー主演作『コラテラル・ダメージ』の興行成績が悪かったことにより、製作費の削減が決定された。2002年4月12日～2002年9月9日に撮影が行われ、2003年に『ターミネーター3』が完成した。
監督
当初は監督候補にリドリー・スコット、ジョン・マクティアナン、デビッド・フィンチャー、ローランド・エメリッヒ、アン・リーなどが挙がっていた。リドリー・スコットは『ブラックホークダウン』、アン・リーは『ハルク』の撮影のために監督を辞退した。最終的に『ブレーキ・ダウン』などのジョナサン・モストウに決定した。
ロケ地
製作費の問題によりカナダで撮影が行われる予定であったが、シュワルツェネッガーが映画の舞台であるロサンゼルスで実際に撮影することにこだわり、彼の出演料を約800万ドルカットすることでロサンゼルスで撮影されることになった。
キャスティング
シュワルツェネッガーは当初は出演しないと発言していたが、最終的には出演を決めた。シュワルツェネッガーが演じるのは、前作に登場したT-800とは別タイプのターミネーター（T-850）である。彼は今作のために、一作目の1984年当時と同じ体重に戻し、ほぼ同じ体形に鍛え直している。また、シュワルツェネッガーが出演しない場合の脚本も用意されていた。その後、シュワルツェネッガーは『T3』のゲームでも、T-850役の声優として二回出演している。
前作でジョンを演じたエドワード・ファーロングには、製作側から続投が望まれており、当初は出演すると報道されていたが、薬物問題のために降板し、シェーン・ウェストやジェイク・ギレンホール、ローガン・マーシャル＝グリーン など多数の代役候補の中からニック・スタールが抜擢された。
また、多くの報道で「サラ役のリンダ・ハミルトンが回想シーンに登場する」という情報が流れた。当初は彼女にも出演依頼がなされ台本を渡したが、「この脚本にはドラマがない」との理由から降板した。
ケイト・ブリュースター役はソフィア・ブッシュが選ばれていたが、モストウ監督から「若すぎる」と判断され、クレア・デインズへ替えられた。
アール・ボーエン演じるドクター・シルバーマンは本作にも登場している。ボーエンはシュワルツェネッガーと同じく三作連続出演であるが、同一人物の役で登場しているのは彼だけである(「ターミネーター」は作品ごとに別の機体という設定であり、三作目では形式番号も異なるため)。
敵のターミネーター役候補には、当初ヴィン・ディーゼルやジュード・ロウ、ファムケ・ヤンセン、キャリー＝アン・モスなどが挙がっていた。
カーチェイス
派手なカーチェイスは、一般道ではなくボーイング社の工場敷地内部での撮影である。T-Xが駆ったクレーン車は撮影中に一度転倒し大破したが、高額のため1台しか用意しておらず、何とか修理して撮影を続行した。ちなみに、このクレーン車は映像では右ハンドルだがダミーである。オリジナルは左ハンドルであり、実際の運転も左ハンドルで行われている。また、このシーンのスタントでシュワルツェネッガーは怪我をした。
決め台詞
T-850がT-Xを破壊するときの決め台詞は「You are terminated.（抹殺完了）（お前を抹殺する）」。コメンタリーの中でシュワルツェネッガーは、「後世に残るような決め台詞をスタッフと相談しながら考えた。色々な台詞を試したが、これ以上の物はなかった」と語っているが、この台詞は奇しくも、第一作目でサラがT-800を、プレス機で潰す際のものと同じである。
T-1
T-1という初期型のターミネーターが登場した。T-1はCGではなく、工学技術に基づいた精巧な実際のロボットが使用されている。1台あたり1700万円を投じ、合計3台が制作された。
トイレでのバトルシーン
このシーンではターミネーター同士の重量感のある戦いが描かれているが、ロボットではない生身の人間である演者が、トイレなどを破壊しながら撮影するのは非常に危険であるため、このシーンはほとんどがCGで処理されている。
T-850のCG
前作までは、シュワルツェネッガー演じるターミネーター（T-800）の損傷描写（金属の骨格がむき出しになっている描写）には、主に特殊メイクやアニマトロニクスといったアナログな手法が使われていたが、今作のT-850からは初めてCGも使用されている。また、エンドスケルトンも初めてフルCGで表現された。

## 評価
レビュー・アグリゲーターのRotten Tomatoesでは206件のレビューで支持率は69%、平均点は6.50/10となった。Metacriticでは41件のレビューを基に加重平均値が66/100となった。

## 備考
続編
公開後、早々に続編の『ターミネーター4』の製作が決定し、当初はシュワルツェネッガーの主演を予定していたが、本作の公開後に彼がカリフォルニア州知事に就任して多忙を極めていたことや、ジョナサン・モストウ監督とのロケ地をめぐる意見の対立により、「出演しない」と2007年に発表された。
未公開シーン
未公開シーンでは、シュワルツェネッガーはCRSの研究スタッフの1人であるウィリアム・キャンディ軍曹という人物も演じており、キャンディの顔がT-800系統のモデルとなっていくシーンがある。この時点で人間がすでにターミネーターの設計を担当しており、スカイネットはそれを元にマシンを製作しているということがうかがえる。シュワルツェネッガーはこのシーンでもドイツ訛りで演じており、ターミネーターの製品化にあたって軍事導入のための視察に訪れた軍人から「この喋り方のままではまずい」と指摘されたスタッフが「声はそのままで訛りは直す」と語る姿が描かれている。この未公開シーンはゲーム『ターミネーター3 ザ・レデンプション』にも特典として収録されている。
レクサス・トヨタ
T-Xが女性から奪った車はレクサス・SC430である（映画公開当時の日本にはレクサスが進出していなかったため、プレミアムエディションのDVDでは「そこのソアラ、止まりなさい」という字幕が付けられているが、吹き替えでは「シルバーのレクサス、停まりなさい」となっている）。また、T-Xの超重量でSC430の車体が沈むというシーンがあったが、DVD化の際にカットされた。これは「最新型ターミネーターなのに重量問題が改善されていないのはおかしい」、と指摘されたためである。
劇中で使用していたトヨタ・タンドラは、映画公開年にタイアップ記念の限定車「T3エディション」として販売された（但し、劇中車はレギュラーキャブ、限定車はアクセスキャブという違いがある）。
AIBO
エリザベス、ビルの姉弟宅のパーティーシーンで、ソニーのAIBOが登場する。
クリスタルピーク
クリスタルピークでT-850がジョン達を核シェルターに逃がす際、T-XがT-850に内蔵武器の丸鋸を使って攻撃するシーンがあったが、カットされている。しかし、このシーンは小説版にて描写されている。
前作からのオマージュ
- 映画の冒頭でターミネーターを信じている人物は1人だけ。『1』=カイル（ジョンの父）､『2』=サラ（ジョンの母）､『3』=ジョン。2番目に信用する人物は『1』=サラ､『2』=ジョン､『3』=ケイト（ジョンの未来の妻）と全てコナー・ファミリーで、次回作の「1人だけ映画の冒頭でターミネーターを信じている人物」になっている。
- シュワルツェネッガー演じるターミネーターが全裸で登場し、服を奪う恒例のシーンが存在するのは、現時点では本作(『T3』)が最後となっている。
- 本作までは、シュワルツェネッガー演じるターミネーターが必ずサングラスを掛け、革ジャンを着用し、オートバイに乗るシーンが存在していた。
- 『1』ではイヤホン、『2』では薔薇と、ターミネーターが何かしらの物を、クロースアップで踏み潰すシーンが必ず存在していたが、本作でもエルトン・ジョンがかけていた物と同タイプのサングラスを一度かけ、違うとばかりに踏み潰すシーンがある。
- T-850が警察の白バイを奪う際に、「降りろ」と告げるシーン。『1』ではT-800がトラックを奪う際にドライバー、『2』ではT-1000がヘリコプターを奪う際にパイロットに告げるシーンに対応している。
- シュワルツェネッガー演じるターミネーターは車を奪うとき、必ず窓ガラスを割ってホットワイヤー(プラグコードで直接エンジンを掛ける)を使う。
- T-850が、エンジンをかける前にサンバイザーの中から腕時計を取り出すシーンは、『2』でT-800がサンバイザーの中から車の鍵を取り出すのを、ジョン・コナーから教わるシーンと対応している。T-850はバージョンアップモデルで、予測判断も上がっているためである。
- 敵のターミネーターは必ず大型車を奪ってターゲットを追ってくる。『1』はタンクローリー、『2』は貨物自動車と液体窒素タンク車､『3』はクレーン車。
- 未来で起こる出来事の詳細は、ほとんど車の中で説明を受ける。
- ターミネーターはSWAT部隊に対して威嚇射撃を行い、死傷者が1人も出てないことを確認する。『2』ではM134とM79グレネードランチャーを使用。『3』ではブローニングM1919重機関銃（ドラムマガジンを装備）を使用。

## 日本語版
2003年7月12日に劇場公開された。

### 日本語吹替
| 役名                     | 俳優                             | 日本語吹替   | 日本語吹替   | 日本語吹替                                                     |
| 役名                     | 俳優                             | 劇場公開版   | ソフト版     | 日本テレビ版                                                   |
| ------------------------ | -------------------------------- | ------------ | ------------ | -------------------------------------------------------------- |
| ターミネーター（T-850）  | アーノルド・シュワルツェネッガー | 玄田哲章     | 玄田哲章     | 玄田哲章                                                       |
| ジョン・コナー           | ニック・スタール                 | 辺土名一茶   | 石母田史朗   | 浪川大輔                                                       |
| ケイト・ブリュースター   | クレア・デインズ                 | 林真里花     | 林真里花     | 魏涼子                                                         |
| T-X                      | クリスタナ・ローケン             | 岡寛恵       | 岡寛恵       | 本田貴子                                                       |
| ロバート・ブリュースター | デヴィッド・アンドリュース       | 土師孝也     | 土師孝也     | 津嘉山正種                                                     |
| スコット・ピーターソン   | マーク・ファミグリエッティ       | 内田夕夜     | 内田夕夜     | 伊藤健太郎                                                     |
| ピーター・シルバーマン   | アール・ボーエン                 | 森章二       | 森章二       | 稲垣隆史                                                       |
| ベッツィ                 | モイラ・ハリス                   | 唐沢潤       | 唐沢潤       | 五十嵐麗                                                       |
| 日本語版制作スタッフ     |                                  |              |              |                                                                |
| 演出                     |                                  | 岩見純一     | 岩見純一     | 市来満                                                         |
| 翻訳                     |                                  | 松崎広幸     | 松崎広幸     | 平田勝茂                                                       |
| 効果                     |                                  |              |              | リレーション                                                   |
| 調整                     |                                  | 菊池悟史     | 菊池悟史     | 兼子芳博                                                       |
| 録音                     |                                  | ACスタジオ   | ACスタジオ   | スタジオ・エコー                                               |
| プロデューサー           |                                  |              |              | 宮崎啓子 北島有子                                              |
| プロデューサー補         |                                  |              |              | 野地玲子 村井多恵子                                            |
| 制作                     |                                  | ACクリエイト | ACクリエイト | ニュージャパンフィルム                                         |
| 初回放送                 |                                  |              |              | 2005年2月25日 『金曜ロードショー』 21:03-23:09 ※本編ノーカット |

### テレビ放映
| 回数 | 放送局     | 放送枠             | 放送日               | 放送時間    | 放送分数 | 吹替版       | 平均世帯 視聴率 | 備考                                                                                  |
| ---- | ---------- | ------------------ | -------------------- | ----------- | -------- | ------------ | --------------- | ------------------------------------------------------------------------------------- |
| 1    | 日本テレビ | 金曜ロードショー   | 2005年2月25日（金）  | 21:03-23:09 | 126分    | 日本テレビ版 | 19.5%           |                                                                                       |
| 2    | 日本テレビ | 金曜ロードショー   | 2007年6月29日（金）  | 21:03-23:09 | 126分    | 日本テレビ版 | 17.4%           |                                                                                       |
| 3    | テレビ朝日 | 日曜洋画劇場       | 2009年6月7日（日）   | 21:00-23:09 | 129分    | 日本テレビ版 | 18.6%           |                                                                                       |
| 4    | テレビ朝日 | 日曜洋画劇場       | 2010年11月7日（日）  | 21:00-23:09 | 129分    | 日本テレビ版 | 11.6%           |                                                                                       |
| 5    | 日本テレビ | 金曜ロードショー   | 2011年9月23日（金）  | 21:00-22:54 | 114分    | 日本テレビ版 | 9.6%            |                                                                                       |
| 6    | TBS        | 水曜プレミアシネマ | 2012年11月21日（水） | 21:30-23:24 | 114分    | 日本テレビ版 | 7.4%            |                                                                                       |
| 7    | 日本テレビ | 金曜ロードSHOW!    | 2015年7月24日（金）  | 21:00-22:54 | 114分    | 日本テレビ版 | 11.7%           |                                                                                       |
| 8    | テレビ東京 | 午後のロードショー | 2021年11月17日（水） | 13:10-15:40 | 150分    | ソフト版     |                 | 午後のロードショー25周年を記念してノーカット放送。前日に2作目がノーカット放送された。 |
| 9    | テレビ東京 | 午後のロードショー | 2025年6月13日（金）  | 13:40-15:40 | 120分    | 日本テレビ版 |                 |                                                                                       |

## Blu-ray/DVD
東宝東和よりBlu-ray DiscとDVDが発売。ジェネオン エンタテインメントが販売。
- Blu-ray
  - ターミネーター3　品番：GNXF-7009　発売日：2009年6月5日[9]
- DVD
  - ターミネーター3 プレミアム・エディション　品番：GNBF-7001　発売日：2003年12月19日[10]
  - ターミネーター3 スタンダード・エディション　品番：GNBF-5523　発売日：2006年3月24日[11]

## 関連作品
漫画
- ターミネーター3 Ark Performance

ゲーム
- ターミネーター3 ライズ オブ マシーン（PS2）
- ターミネーター3 ザ・レデンプション（PS2、GC）
- ターミネーター3（GBA） - 海外のみで発売

## 関連イベント
- ジョイポリス「ターミネーター3」 - 映画をテーマにしたお化け屋敷風アトラクション。